# Acusilas africanus
Acusilas africanus är en spindelart som beskrevs av Simon 1895. Acusilas africanus ingår i släktet Acusilas och familjen hjulspindlar. Inga underarter finns listade i Catalogue of Life.